# Giampietro Puppi
Giampietro Puppi (Bologna, 20 novembre 1917 – Bologna, 25 dicembre 2006) è stato un fisico italiano.

## Biografia
Laureatosi in fisica nel 1939 presso l’Università degli Studi di Padova, durante la seconda guerra mondiale fu tenente di vascello e gli furono conferite due medaglie al valor militare. Nel dopoguerra insegnò fisica teorica all'Università degli Studi di Napoli Federico II, all'Università di Bologna e presso la sua alma mater. Nel 1954 ritornò all'Università di Bologna come direttore dell’Istituto di fisica; qui inoltre fu professore di fisica superiore fino al 1964, e professore di fisica generale fino al 1979.
Campo prediletto della sua ricerca furono i raggi cosmici, e il suo studio Sui mesoni dei raggi cosmici, pubblicato per la prima volta nel 1948 su Il Nuovo Cimento, ebbe risonanza internazionale e anticipò il concetto di universalità delle interazioni deboli.
Fu insignito del premio Feltrinelli 1954 per l'astronomia, geodesia e geofisica. Tra il 1958 e il 1962 fu membro del Consiglio superiore del ministero della Pubblica Istruzione. Tra il 1992 e il 1993 fu assessore del Comune di Venezia alla programmazione della mobilità ed ai progetti speciali. Fu anche presidente di alcune società pubbliche, tra cui Tecnomare e Optimes, e di alcuni istituti di ricerca, tra cui l'European Space Research Organisation.